# Liste von Sakralbauten in Winterberg

Winterberg im Hochsauerlandkreis

Die Liste von Sakralbauten in Winterberg umfasst existierende und ehemalige Sakralbauten, zumeist Kirchengebäude und Kapellen in Trägerschaft christlicher und anderer Religionsgemeinschaften in Winterberg, Hochsauerlandkreis.

## Liste
| Abbildung | Name                         | Konfession | Ortsteil               | Bauzeit                     | Bemerkung |
| --------- | ---------------------------- | ---------- | ---------------------- | --------------------------- | --- |
|           | St. Erasmus (Alte Kirche)    | röm.-kath. | Altastenberg           | 1823–1826                   | Vorgängerbau der heutigen Neuen Pfarrkirche                                                                                                |
|           | Maria Schnee (Neue Kirche)   | röm.-kath. | Altastenberg           | 1969–1971                   | Ersetzt die alte Kirche St. Erasmus als Pfarrkirche                                                                                        |
|           | Kreuzbergkapelle             | röm.-kath. | Altastenberg           | 1867                        | Auf dem Vorplatz wurde nach dem Zweiten Weltkrieg ein Kriegerdenkmal mit einem Gedenkstein und drei Hochkreuzen angelegt.                  |
|           | St. Hubertus                 | röm.-kath. | Altenfeld              | 1654                        | |
|           | St. Maria Magdalena          | röm.-kath. | Elkeringhausen         | 1863                        | |
|           | St. Bonifatius               | röm.-kath. | Elkeringhausen         | 1936                        | Teil des Bildungs-und-Exerzitienhauses St. Bonifatius, Erwachsenenbildungstätte des Erzbistums Paderborn                                   |
|           | St. Lambertus                | röm.-kath. | Grönebach              | 1878 (13. Jh.)              | |
|           | Mariä Heimsuchung            | röm.-kath. | Hildfeld               | 1959–1960                   | |
|           | Martin-Luther-Kirche         | ev.-luth.  | Langewiese             | 1878                        | eine der ältesten evangelischen Kirchen in der Region                                                                                      |
|           | St. Maria Hilfe der Christen | röm.-kath. | Langewiese             | 1874                        | |
|           | Dorfkapelle                  | ev.-luth.  | Mollseifen             | 1971                        | Von den Dorfbewohnern (eines der wenigen evangelischen Dörfer im Sauerland) errichtet, um der alten Schulglocke eine neue Heimat zu geben. |
|           | St. Laurentius               | röm.-kath. | Neuastenberg           | 1837–38 (1961–62 erweitert) | |
|           | St. Agatha                   | röm.-kath. | Niedersfeld            | 1955 (1888)                 | |
|           | Auferstehungskirche          | ev.-luth.  | Siedlinghausen         | 1964                        | |
|           | St. Johannes Evangelist      | röm.-kath. | Siedlinghausen         | 1981 (Turm 1893)            | Die ursprüngliche Kirche wurde bis auf den Turm 1980 abgetragen.                                                                           |
|           | St. Luzia und Willibrord     | röm.-kath. | Silbach                | 1809 (Turm 1964)            | Freistehender Glockenturm neben der alten Dorfkirche                                                                                       |
|           | Auferstehungskirche          | ev.-luth.  | Winterberg (Kernstadt) | 1964                        | |
|           | St. Jakobus                  | röm.-kath. | Winterberg (Kernstadt) | 1791 (13. Jh.)              | Hauptpfarrkirche der Region |
|           | St. Johannes Baptist         | röm.-kath. | Züschen                | 1857                        | |